# Archilochus (släkte)
Archilochus är ett släkte med fåglar i familjen kolibrier som återfinns i Nordamerika. Det omfattar två arter:
- Svarthakad kolibri (A. alexandri)
- Rubinkolibri (A. colubris)